# A varázslók visszatérnek: Alex kontra Alex
A varázslók visszatérnek: Alex kontra Alex (eredeti cím: The Wizards Return: Alex vs. Alex) egy 2013-as amerikai  egész estés tévéfilm, amely a Varázslók a Waverly helyből című sorozat egyórás különkiadása. 
Az Amerikai Egyesült Államokban 2013. március 15-én mutatták be, Magyarországi premierje pedig 2013. május 25-én volt a Disney Channel-en.

## Szereplők
| Szereplő           | Színész              | Magyar hang        |
| ------------------ | -------------------- | ------------------ |
| Alexandra Russo    | Selena Gomez         | Bogdányi Titanilla |
| Rossz Alexandra    | Selena Gomez         | Bogdányi Titanilla |
| Maximilian Russo   | Jake T. Austin       | Timon Barna        |
| Harper Anne Finkle | Jennifer Stone       | Tamási Nikolett    |
| Mason Greyback     | Gregg Sulkin         | Baráth István      |
| Dominic            | Beau Mirchoff        | Szabó Máté         |
| Theresa Russo      | Maria Canals-Barrera | Agócs Judit        |
| Jerry Russo        | David DeLuise        | Holl Nándor        |

## Premierek
| Ország                        | Dátum             | Csatorna       |
| ----------------------------- | ----------------- | -------------- |
| Amerikai Egyesült Államok     | 2013. március 15. | Disney Channel |
| Kanada                        | 2013. március 22. | Disney Channel |
| Ausztrália                    | 2013. május 3.    | Disney Channel |
| Írország · Egyesült Királyság | 2013. május 24.   | Disney Channel |
| Magyarország                  | 2013. május 25.   | Disney Channel |

## Fordítás
Ez a szócikk részben vagy egészben  a   The Wizards Return: Alex vs. Alex című angol Wikipédia-szócikk fordításán alapul.  Az eredeti cikk szerkesztőit annak laptörténete sorolja fel. Ez a jelzés csupán a megfogalmazás eredetét és a szerzői jogokat jelzi, nem szolgál a cikkben szereplő információk forrásmegjelöléseként.